# Arwana
Arwana (dawniej X-Bart) – indonezyjski zespół popowy z Pontianaku. Został założony w 1994 roku.
W pierwotnym składzie X-Bart znaleźli się: Yudie Chaniago (wokal, perkusja), Hendri Lamiri (wokal, skrzypce), Yan Machmud (wokal prowadzący, gitara akustyczna), Wansyah Fadli (wokal, gitara), Delsi (klawisze) i Nono (bas). W 1997 r. powstały pierwsze nagrania zespołu, a grupa zmieniła nazwę na Arwana. Ich pierwszy album pt. Asa został dobrze przyjęty i okazał się sukcesem rynkowym (sprzedał się w nakładzie 150 tys. egzemplarzy).  
Okres największych sukcesów zespołu przypadł na lata 90. XX wieku. Byli nominowani do AMI (Anugerah Musik Indonesia) w kategoriach: najlepszy nowy debiutant, najlepszy utwór muzyczny (ballada/country).
Wśród przebojów, które spopularyzowali, są takie utwory jak „Kunanti”, „Asa” i „Angsa Putih”. W utworze „Kephang Kamphoenk” zawarli elementy muzyki etnicznej.

## Dyskografia
Źródło: .
Albumy studyjne
- 1997: Asa
- 1999: Nadi Khatulistiwa